# Hellamalthonica kazdagensis
Espèce
Hellamalthonica kazdagensis est une espèce d'araignées aranéomorphes de la famille des Agelenidae.

## Distribution
Cette espèce est endémique de la province de Balıkesir en Turquie,. Elle se rencontre vers Ayazma.

## Description
Le mâle holotype mesure 5,20 mm et la femelle paratype 4,30 mm.

## Systématique et taxinomie
Cette espèce a été décrite par Bosmans en Gündüz & Kaya, 2025.

## Étymologie
Son nom d'espèce, composé de kazdag[] et du suffixe latin -ensis, « qui vit dans, qui habite », lui a été donné en référence au lieu de sa découverte, le Kaz Dağı.

## Publication originale
- Gündüz & Kaya, 2025 : « First record of the spider genus Hellamalthonica Bosmans, 2023 (Araneae, Agelenidae) from Turkiye, with the description of a new species. » Biodiversity Data Journal, vol. 13, no e157512, p. 1-17 (texte intégral).